# ジョージ・P・スミス
ジョージ・ピアソン・スミス（George Pearson Smith、1941年3月10日 - ）は、アメリカの生化学者である。ミズーリ大学の名誉教授称号「Curators Distinguished Professor Emeritus」を授与されている。
1985年に初めてバクテリオファージM13を大腸菌に対して用いたファージディスプレイ法を開発し、以後、特定の受容体と親和性の高いペプチドや抗体、およびヒト成長ホルモンの選択的探索ツールとして定着し、この業績によりグレゴリー・ウィンターと共同で2018年のノーベル化学賞を受賞した。

## 経歴
1959年、ハバフォード大学に入学。1963年に生物学のBAを取得。1970年にハーバード大学の細菌学と免疫学の博士号を取得。ウィスコンシン大学で2007年ノーベル生理学・医学賞受賞者オリヴァー・スミティーズとポスドクフェローシップを結んだ。1975年にミズーリ大学の教授となった。デューク大学での1983-1984年にノーベル賞に繋がる研究を行った。
2000年にミズーリ大学の「Curator’s Professor」を授与される。2015年にミズーリ大学の名誉教授となる。

## 受賞歴
- 2000年 ミズーリ大学の「Curator’s Professor」[1]
- 2001年 Elected Fellow - AAAS[1]
- 2007年 Promega Biotechnology Research Award[10]
- 2018年 ノーベル化学賞受賞[11]

## その他
イスラエルのパレスチナ占領への抗議活動ボイコット、投資撤収、制裁を支持している。